# Martinskirche (Döffingen)

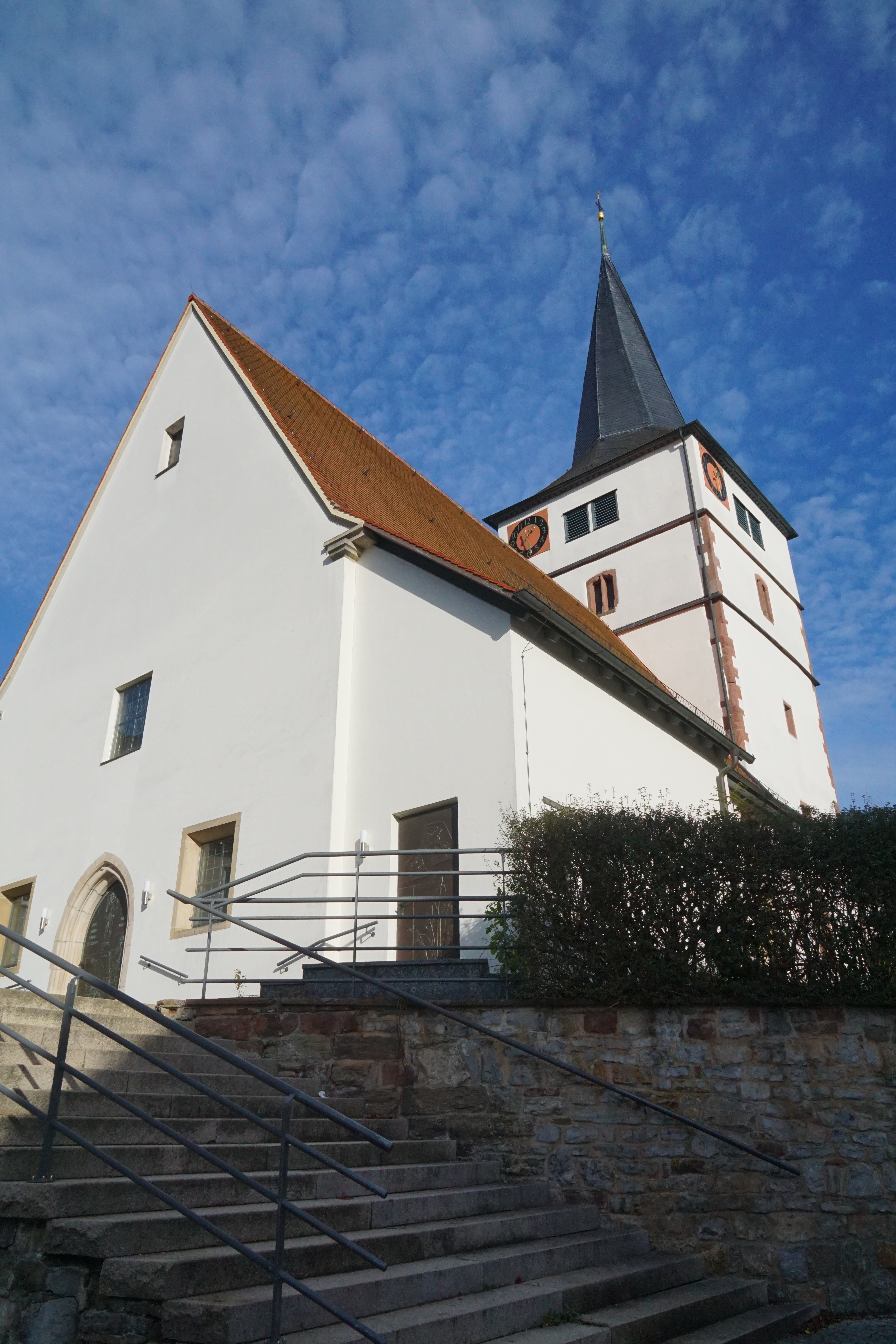
Martinskirche in Döffingen

Die evangelische Martinskirche ist ein geschütztes Kulturdenkmal nach dem Denkmalschutzgesetz. Sie steht in Döffingen, einem Ortsteil der Gemeinde Grafenau im Landkreis Böblingen in Baden-Württemberg. Die Kirchengemeinde gehört zum Kirchenbezirk Böblingen der Evangelischen Landeskirche in Württemberg. Namensgeber der Kirche ist Martin von Tours.

## Beschreibung
Das Langhaus der Saalkirche wurde 1516 gebaut und nach der Zerstörung im Dreißigjährigen Krieg 1634–49 neu errichtet. Der Chorturm im Osten blieb im Kern erhalten. Er wurde mit einem die Turmuhr und den Glockenstuhl beherbergenden Geschoss aufgestockt und mit einem achtseitigen, schiefergedeckten Knickhelm bedeckt.
Der Innenraum des Erdgeschosses des Chorturms ist mit einem Tonnengewölbe überspannt. Von der alten Kirchenausstattung sind nur noch Reste, wie zum Beispiel ein Altarkreuz von 1675 und die Kanzel von 1686, vorhanden. Die Orgel mit 12 Registern auf zwei Manualen und Pedal wurde 2009 in einer Kooperation von Michael Mauch und Tilman Trefz gebaut.